# European Spallation Source
L'European Spallation Source ERIC (ESS) è un centro di ricerca multidisciplinare basato su quella che sarà la più potente sorgente pulsata di neutroni. È attualmente in costruzione a Lund, Svezia. Il suo centro di controllo dei dati e del software (DMSC) è a Copenaghen, in Danimarca. 13 paesi membri europei collaborano per la costruzione e l'operazione. Il programma scientifico di ESS inizierà nel 2023, sebbene la fase di costruzione sarà completata nel 2025. ESS è la più potente sorgente pulsata di neutroni di nuova generazione, che permetterà agli scienziati di esplorare e comprendere le strutture atomiche di base e le forze su scale di lunghezza e temporali irraggiungibili da altre sorgenti di neutroni.
In data 1º ottobre 2015, ESS è divenuta un consorzio europeo per le infrastrutture di ricerca ERIC
ESS è "un'organizzazione europea congiunta, impegnata a costruire e gestire la struttura di ricerca leader mondiale per la ricerca usando i neutroni".
I neutroni a ESS saranno prodotti per mezzo della spallazione, un processo fisico nel quale frammenti di materiale sono espulsi da un corpo a seguito di impatto o stress. Il centro di ricerca è composto da un acceleratore lineare nel quale sono accelerati pacchetti di protoni che collidono su un bersaglio circolare di tungsteno, raffreddato a elio. Da questo processo vengono prodotti intensi impulsi di neutroni, i quali vengono convogliati, per mezzo di guide neutroniche, a varie stazioni sperimentali destinate alla ricerca su vari materiali. Le possibili applicazioni comprendono ricerca e sviluppo di nuovi materiali di interesse manifatturiero, farmacologico, aerospaziale,  plastico,  energetico e per il settore delle telecomunicazioni, dei trasporti, dei  motori, della tecnologia dell'informazione e delle biotecnologie. Le specifiche per ESS prevedono che i fasci di neutroni saranno 30 volte più luminosi rispetto a quelli di qualsiasi altra sorgente di neutroni. ESS è inoltre progettata per essere a emissioni zero e per ridurre le emissioni di CO2 della regione.
Informazioni sugli strumenti selezionati per essere costruiti a ESS sono disponibili qui.

## Storia
A seguito del gran successo della sorgente di neutroni ISIS, costruita in Inghilterra nel 1985, nella produzione di immagini indirette di strutture molecolari, venne avanzata la possibilità di costruire un'altra sorgente a spallazione più potente. A partire dal 1993, l'associazione europea sullo scattering neutronico ENSA iniziò a promuovere quella che sarebbe divenuta ESS come la sorgente di spallazione più ambiziosa e di ampie applicabilità al mondo.
La scienza neutronica divenne presto uno strumento essenziale nello sviluppo globale di prodotti industriali e consumer. Al punto che l'organizzazione per lo sviluppo economico (OECD) dichiarò nel 1999 la necessità di costruire una nuova generazione di sorgenti di neutroni ad alta intensità, una nel Nord America, una in Asia e una in Europa. La sfida per l'Europa era la sua composizione di tanti governi nazionali, e un'attiva comunità scientifica di migliaia di ricercatori e scienziati. Nel 2001 una roadmap europea per lo sviluppo di sistemi basati su acceleratori per lo smaltimento delle scorie nucleari ha stimato che ESS avrebbe potuto essere utilizzabile dagli utenti già nel 2010. Nel 2002 una task force europea e internazionale si è riunita a Bonn per esaminare le scoperte e le conoscenze disponibili, e da ciò è emerso un consenso favorevole alla costruzione di ESS. Le parti interessate si sono riunite un anno dopo per rivedere i progressi della task force, portando così nel 2003 a un nuovo concept design che ha aperto la strada alle operazioni entro il 2019.
Nei cinque anni successivi si è svolto un processo competitivo e anche collaborativo per la selezione del sito di costruzione che terminò con la scelta di Lund, in Svezia. La scelta definitiva del sito di Lund venne annunciata a Bruxelles il 28 maggio 2009. Il 1º luglio 2010 l'organico e le operazioni di ESS Scandinavia furono trasferite dall'università di Lund a 'European Spallation Source ESS AB', una società a responsabilità limitata istituita per progettare, costruire e gestire l'European Spallation Source. I quartieri generali della società sono situati in centro a Lund.
Il 1º ottobre 2015 ESS è divenuto un consorzio europeo per le infrastrutture di ricerca, ERIC. I membri fondatori del consorzio sono Danimarca, Estonia, Francia, Germania, Italia, Norvegia, Polonia, Regno Unito, Repubblica Ceca, Spagna, Svezia, Svizzera e Ungheria.
A partire dal 2013 il costo stimato per ESS è di €1,843 miliardi. Le nazioni ospitanti Svezia e Danimarca hanno programmato di contribuire con circa metà della somma. Le negoziazioni per definire l'esatto contributo di ogni nazione partner sono tuttavia ancora in corso. Dal 2010 fino al 30 settembre 2015, ESS è stata gestita come una aktiebolag svedese, or AB.

### Scelta del luogo
Sono stati presi in considerazione tre diversi siti per la costruzione di ESS: Bilbao (Spagna), Debrecen (Ungheria) e Lund (Svezia).
Il 28 maggio 2009 sette nazioni hanno espresso la preferenza per la costruzione di ESS in Svezia. Svizzera e Italia hanno espresso in maggioranza la preferenza per la costruzione in Svezia. Il 6 giugno 2009 la Spagna ha ritirato la candidatura di Bilbao e ha firmato un contratto di collaborazione con la Svezia, sostenendo così Lund come sito principale, ma con Bilbao come sede di sviluppo di componenti chiavi. Questo evento ha di fatto definito la scelta del luogo di costruzione in Svezia; specifiche negoziazioni economiche sono tuttora in corso tra le nazioni partner. Il 18 dicembre 2009 anche l'Ungheria ha mostrato di supportare provvisoriamente la costruzione di ESS a Lund, di fatto ritirando la candidatura di Debrecen.
La costruzione della struttura di ricerca è iniziata nel 2014, l'inizio del programma scientifico è previsto per il 2023, col raggiungimento della piena operatività nel 2025. ESS fornisce aggiornamenti settimanali sullo stato di avanzamento e telecamere dal vivo sul cantiere sul suo sito internet.

## Il bersaglio per la spallazione e il suo impatto ambientale
- La sorgente di ESS consiste di un bersaglio di tungsteno raffreddato con gas elio.[28][29][30]
- Materiale radioattivo sarà prodotto dal processo di spallazione il cui trattamento è tuttavia semplificato e reso più sicuro dall'utilizzo di un bersaglio solido e non liquido.
- ESS, E.on, e Lunds Energi collaborano col fine di rendere la struttura il primo centro di ricerca su larga scala al mondo completamente sostenibile, investendo sull'eolico.[31] Il progetto prevede di includere un'estensione del parco eolico di Nysted.
- Sarà necessario lo stoccaggio e il trasporto del materiale radioattivo, sebbene in misura significativamente inferiore di quanto richiesto da un reattore nucleare.
- Ulteriori informazioni sulle licenze di ESS sono disponibili qui.
- ESS è progettata per essere a emissioni zero.[32]
- Recenti migliorie nel progetto hanno ridotto il bisogno energetico della struttura.[33][34]

## Strumenti per lo scattering neutronico e imaging a ESS
Sono previsti 15 strumenti in costruzione a ESS, elencati di seguito
Diffrazione:
- DREAM
- HEIMDAL
- MAGiC
- NMX

Spettroscopia:
- BIFROST
- CSPEC
- MIRACLES
- T-REX
- VESPA

Strutture su larga scala:
- ESTIA
- FREIA
- LoKI
- SKADI

Ingegneria e imaging:
- BEER
- ODIN